# Christian Rossi (Comiczeichner)
Christian Rossi (* 31. Dezember 1954 in Saint-Denis) ist ein französischer Comiczeichner.
Nach einem Kunststudium an der L’École Estienne in Paris debütierte er mit Kurzgeschichten im Jugendmagazin Formule 1, danach zeichnete er für die Magazine Circus, Gomma! und L´Écho des savanes und hatte mit der Serie Frédéric Joubert erste Albenveröffentlichungen bei Glénat. Anfang der 1980er Jahre schuf er mit dem Szenaristen Philippe Bonifay die Western-Serie Le Chariot de Thespis (deutsch: Der Planwagen des Thespis) und mit dem Texter Serge Le Tendre den dreibändigen Comicroman Les Errances de Julius Antoine (deutsch: Die Verwirrung des Julius Antoine).
Rossi übernahm Anfang der 1990er Jahre die Westernserie Jim Cutlass von Jean Giraud ab Band 2, allerdings blieb Giraud den folgenden Bänden als Texter erhalten. Zur gleichen Zeit fertigte Rossi den Thriller Le Cycle des deux horizons (deutsch: Der Zyklus der zwei Horizonte) für den Texter Pierre Makyo. In den 2000er Jahren zeichnete er den Historiencomic Tirésias und die Westernserie W.E.S.T.

## Alben
- Der Planwagen des Thespis (4 Alben, Adlib/Feest/Piredda, 1987–2010)
- Die Verwirrung des Julius Antoine (3 Alben, Carlsen, 1989–1990)
- Jim Cutlass (Band 2–7, Carlsen/Kult/Splitter, 1992–2017)
- Der Zyklus der zwei Horizonte (3 Alben, Carlsen, 1992–1993)
- Tirésias (Text: Serge Le Tendre, 2001; dt. Tiresias, Schreiber & Leser 2011, ISBN 978-3-941239-72-2)
- W.E.S.T. (5 Alben, Ehapa/Piredda, seit 2005)
- Deadline (Splitter, 2014)
- Das Herz der Amazonen (Splitter 2018)